# Joaquim de Ros i de Ramis
Joaquim de Ros i de Ramis   (Sant Celoni, 1911 - Barcelona, 2 de maig de 1988) va ser un arquitecte català.

## Biografia
Fill d'Ignasi de Ros i de Puig (1876-1947) i de Pilar de Ramis i de Dalmases (1886-1961), descendia per via materna d'una antiga família de la burgesia de Sant Celoni, la casa familiar de la qual, Can Ramis, originària del segle xvii, va restaurar als anys 1950. La seva família paterna era propietària de la masia de Can Ros (o Ca l'Armera) a Barcelona, que va restaurar el 1942.
Va ser arquitecte municipal de Barcelona, on va intervenir en la reforma del passeig de Gràcia, projecte del qual l'element més significatiu van ser els bancs circulars dels xamfrans. Cap del Servei d'Edificis Artístics de l'Ajuntament de Barcelona, es va encarregar de diverses restauracions, com la del Palau del Baró de Castellet (1970), el Palauet Albéniz (1970) o la Casa Cervelló-Giudice (1974). El 1960, amb motiu de la concessió del Castell de Montjuïc a la ciutat, es va encarregar també de la seva restauració i la seva adequació com a Museu Militar. Entre 1978 i 1979 es va encarregar de la restauració del Portal de la finca Miralles, projectat per Antoni Gaudí el 1902.

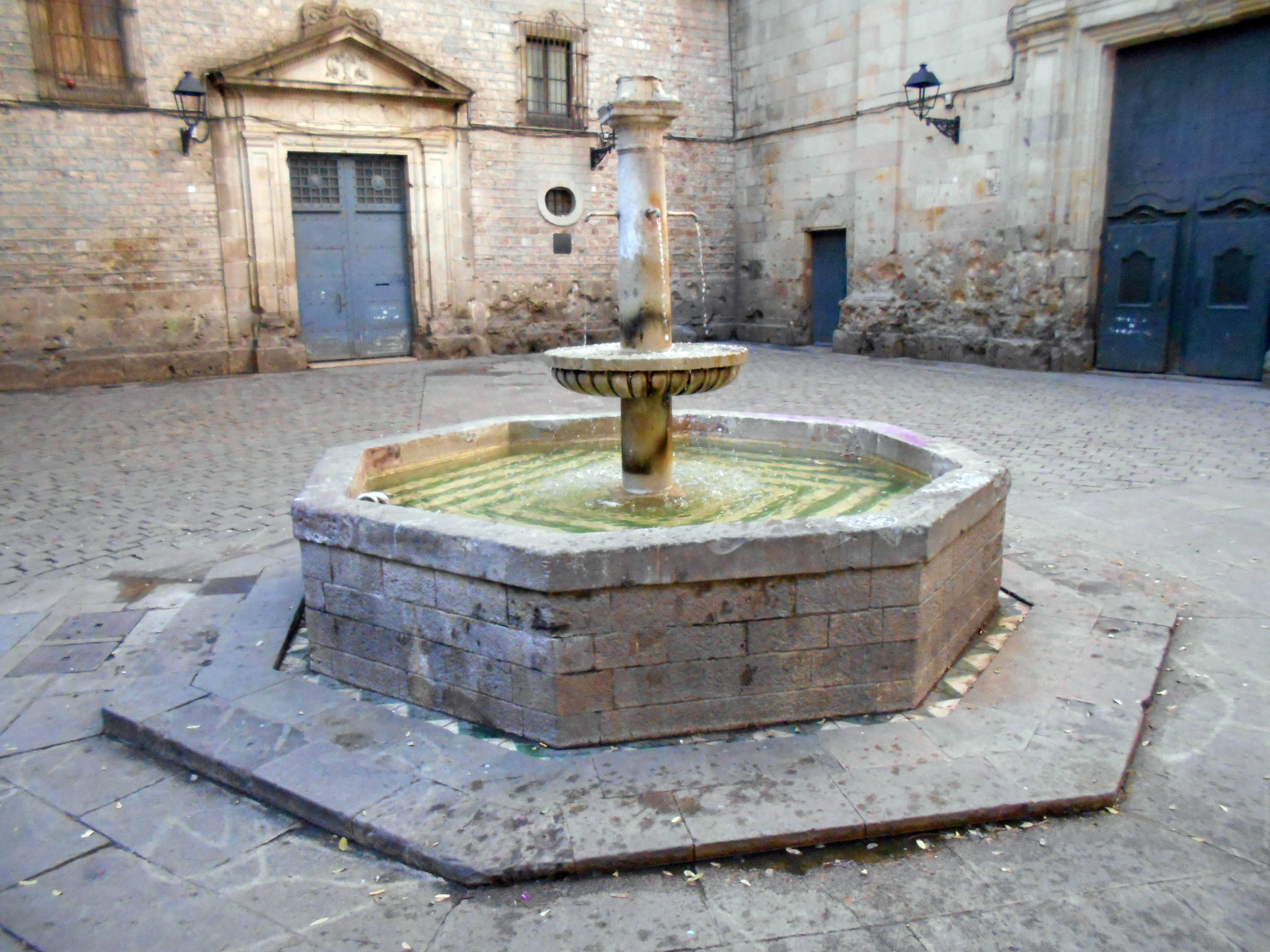
Font de la plaça de Sant Felip Neri

Una de les seves primeres obres va ser el Monument als Caiguts, al Fossat de Santa Elena del Castell de Montjuïc (1940), realitzat juntament amb Josep Soteras i Mauri, Manuel Baldrich i Tibau i Manuel de Solà-Morales, i els escultors Miquel i Llucià Oslé. El monument constava de tres arcs —el del mig, més alt i ample—, un altar i un sepulcre coronat per un obelisc amb una creu, a més d'una làpida on es trobava l'escultura realitzada pels germans Oslé, una figura jacent amb una corona de llorer als peus.
Entre 1948 i 1952 va construir l'església parroquial de Sant Bartolomeu de Vallbona d'Anoia, en substitució de la destruïda durant la Guerra Civil espanyola.
El 1962 va dissenyar la font de la plaça de Sant Felip Neri, formada per una tassa octogonal, sobre la qual s'elevava una columna d'uns tres metres d'altura, amb una tassa circular de menor grandària en la seva part inferior, i coronada per una estàtua de sant Sever, obra de Josep Miret. Aquesta figura va ser robada a l'any següent i substituïda per una estatueta del mateix autor coneguda com L'estudiant, igualment sostreta a la fi dels anys 1970. Actualment tan sols queda el cos de la font.
El 1963 va construir el Palau de Congressos de la Fira de Montjuïc.
El 1967 va projectar un altar per al presbiteri de la Basílica de Santa Maria del Pi.
Entre 1970 i 1974, en col·laboració amb Salvador Dalí i Alejandro Bonaterra, va ser l'encarregat de rehabilitar el Teatre Principal de Figueres per a reconvertir-lo en el Teatre-Museu Dalí. La cúpula geodèsica que el corona va ser obra d'Emilio Pérez Piñero.